# Ephydatia robusta
Ephydatia robusta är en svampdjursart som först beskrevs av Thomas Henry Potts 1888.  Ephydatia robusta ingår i släktet Ephydatia och familjen Spongillidae. Inga underarter finns listade i Catalogue of Life.